# Agostino Veneziano

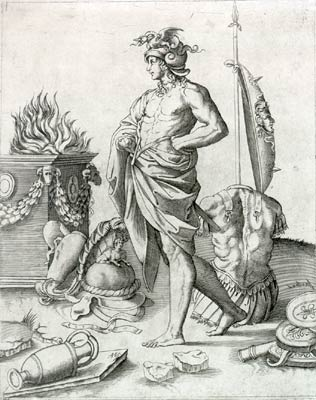
Alcibíades, en un grabado de Veneziano.

Agostino Veneziano, cuyo nombre original era Agostino Musi (Venecia, 1490–Roma, 1540) fue un grabador italiano del Renacimiento.
Al igual que otros grabadores como Marco Dente y Bernardo Daddi, se engloba en el círculo de artistas que trabajaron a la sombra de Marcantonio Raimondi, grabador predilecto de Rafael Sanzio. Como ellos, se especializó en el grabado de reproducción para surtir al creciente mercado de estampas de los grandes del Renacimiento. Su hábito de firmar y fechar las planchas ha contribuido a reconstruir más fácilmente su amplia producción. Se conservan unas 140 obras firmadas, aunque se le atribuyen muchas más.

## Obras
Fue conocido como Agostino Veneziano debido a su lugar de nacimiento. Sus primeras obras, fechadas en 1514, son copias de La última cena de Durero y de El astrólogo de Giulio Campagnola. Otras dos copias grabadas, de diseños de Baccio Bandinelli (Cleopatra, 1515) y de Andrea del Sarto (Cristo muerto sostenido por tres ángeles, 1516) han permitido situarle en Florencia en esos años. Luego se mudó a Roma, donde pasó a colaborar como ayudante en el taller de Marcantonio Raimondi.
Hacia 1516 se fecha una plancha creada para Raimondi, La muerte de Ananías (catálogo Bartsch 42), de una serie de grabados sobre Los hechos de los Apóstoles, los tapices para la Capilla Sixtina diseñados por Rafael Sanzio poco antes. Veneziano es el autor de varias de las planchas de la serie, mientras que a Raimondi solo se atribuye una de ellas. 
Hacia 1520 grabó una réplica (Bartsch 347) de la plancha Hércules y Anteo de Raimondi, basada en un diseño de Giulio Romano. Retomó el mismo tema, aunque en una composición diferente, en 1533, con un diseño creído de Rafael donde el combate entre Hércules y el gigante es presenciado por la madre de éste, la diosa Gea (Bartsch 316).
También tomó de Rafael el diseño de Hombre y mujer uniendo sus manos (Bartsch 471). Otra estampa suya muy cotizada en el mercado por su gran valor documental es La academia de Baccio Bandinelli, que muestra el taller de dicho escultor florentino.